# Furusund
Furusund (historiskt även Halsö) är en ö och småort i Stockholms skärgård mellan Yxlan och Eknö i Blidö socken i Norrtälje kommun, Stockholms län.
Idag präglas ön av många fritidsboende, speciellt sommartid. Furusund har även gett namn till den starkt trafikerade Furusundsleden genom skärgården till Stockholm som passerar mellan Furusund och Yxlan.

## Historia

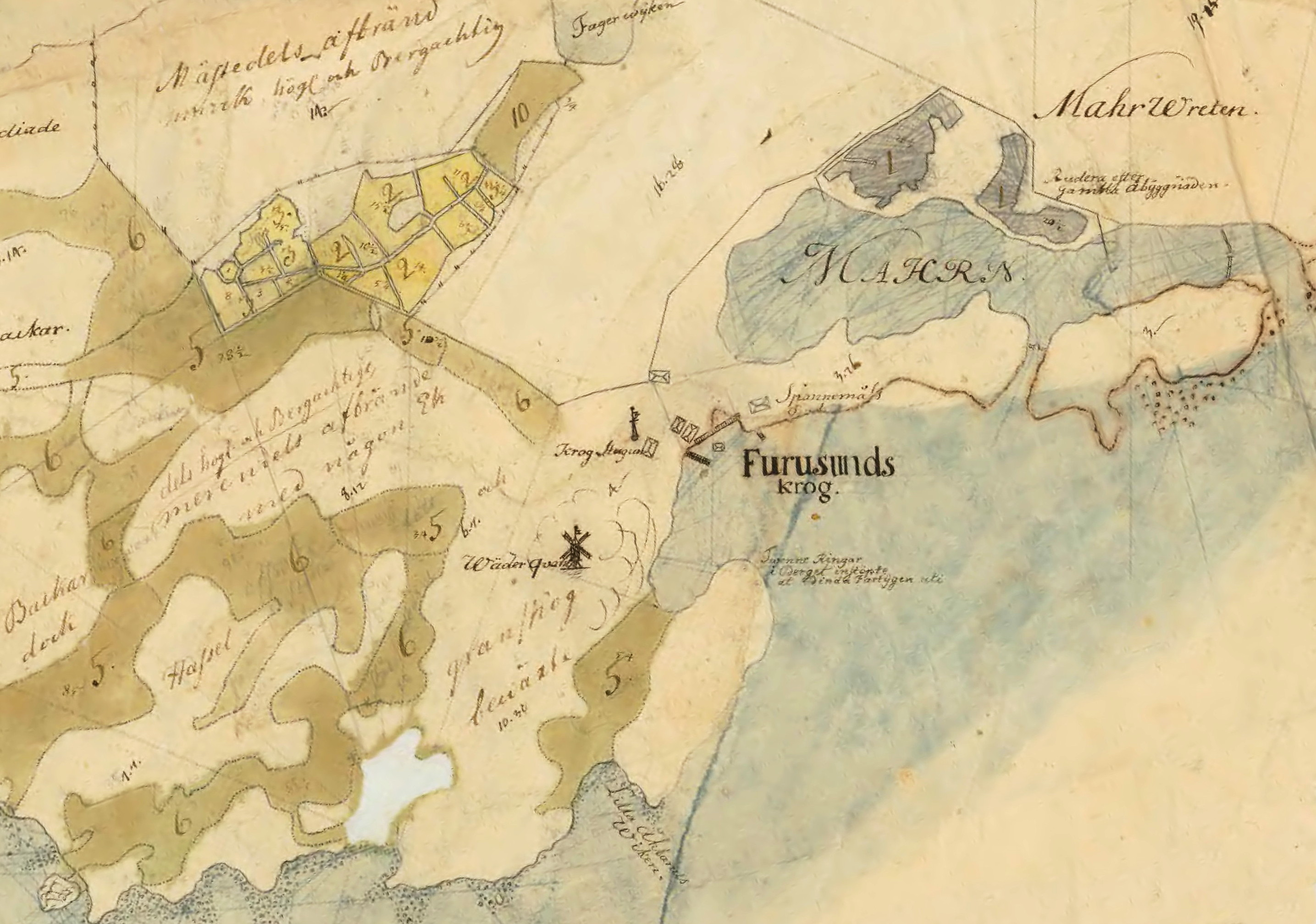
Furusund på en karta från 1751.

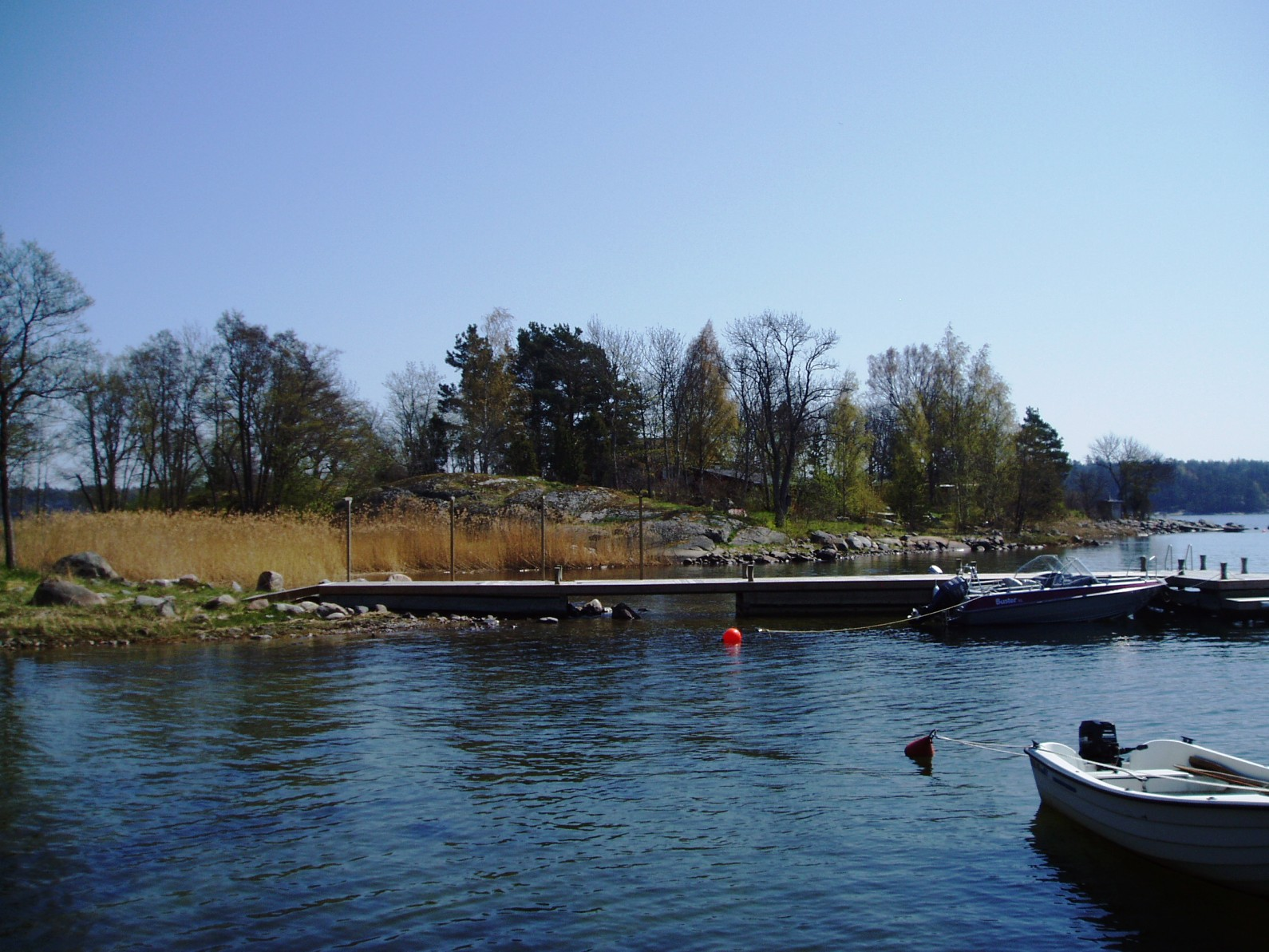
Karantänsholmen.

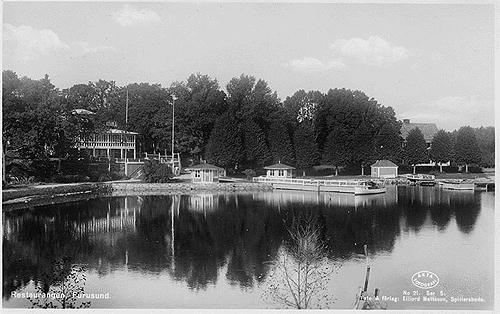
Vykort med restaurangen i Furusund.

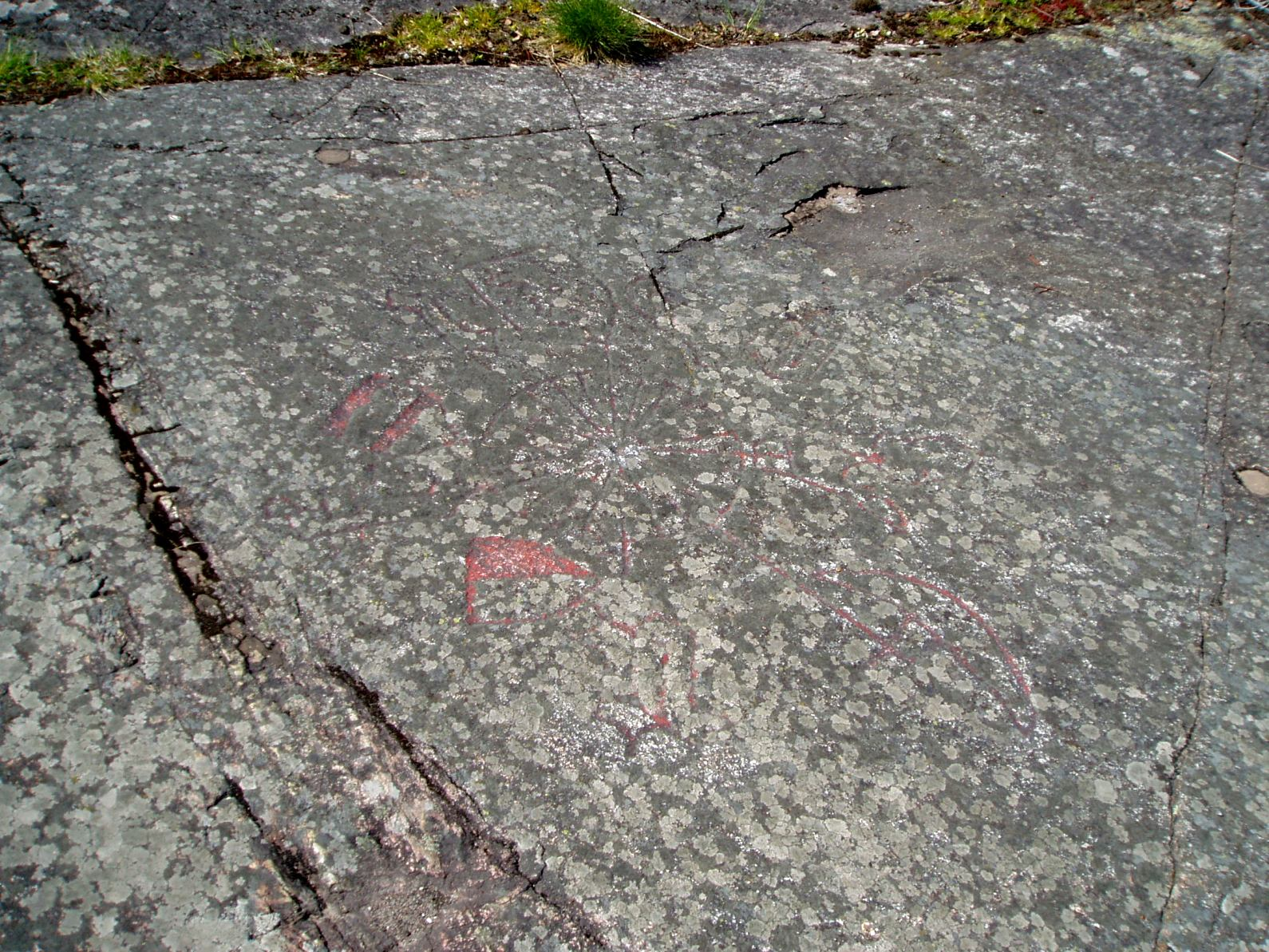
Kompassrosen, förmodligen från 1463.

Namnet Furusund har ursprungligen syftat på sundet mellan ön Hallsö där Furusund är beläget och Yxlan. Kung Valdemars segelled passerade inte Furusund, men när den inre leden mellan Humlö och Svartnö med tiden grundades upp torde leden genom Furusund över till Finland ha fått större betydelse. Viken där Furusunds hamn nu är belägen, Ålandsviken, kom efterhand att bli utnyttjad som naturhamn i väntan på lämplig vind att korsa Ålands hav.
I juli 1463 låg här en flotta under befäl av unionskungen Kristian I på väg till Åbo och krig mot Ryssland. Vattnet var åtskilliga meter högre då, så den 24-streckiga ristningen Kompassrosen (nu ovanför de gula paviljongerna vid gästhamnen) höggs förmodligen in på dåtidens strandhäll. Det är den äldsta i Norden och den enda med kunglig krona. Detta är det äldsta belägget på att Ålandsviken utnyttjats som naturhamn.
På 1600-talet fanns en riktig anlagd hamn här, och då uppfördes även en sjökrog här. Carl Bonde af Björnö bytte 1694 till sig Hallsö och lät uppföra ett säteri här. Redan 1719 brändes dock säteri och krog av ryssarna, men krogen och hamnen återställdes dock kort därefter. Den äldsta bevarade byggnaden idag är en väderkvarn med årtalet 1722 på flöjeln. 1726-1729 lät Gustaf Bonde uppföra en ny sätesbyggnad vid Furusund. Byggnaden som ännu finns kvar om än mycket ombyggd är idag känd som "Romanov" eller "Röda byggningen".
Från 1724 års kungabesök i Furusund av Fredrik I finns en inristning, kallad kungaristningen ”Kong Frederik 1724” på Ålandsbergets nordvästra sluttning.
År 1734 bytte Levin von Blixen, Stockholms ledande brännvinstillverkare till sig Furusunds gård med krogen och lät anlägga ett brännvinsbränneri här. 1777 övertogs bränneriet av staten, som utökade verksamheten, men 1811 lades verksamheten ned. I stället inrättades en tullkammare här med ett tullhus för 15 tullare med familjer. Byggnaden rymmer numera Furusunds värdshus.
Från lantvärnets läger vintern 1808–09 i samband med Finska kriget fanns en massgrav kvar vid Ryssängen även kallad Tullängen, då mängder av soldater svalt ihjäl, frös ihjäl eller dog av lantvärnssjukan. Ängen är numera omgjord till parkeringsplats till Furusunds värdshus.
År 1831 inrättades en karantänsstation för fartyg från Ryssland och Finland i det gamla bränneriets magasin. 1832 uppfördes dock en ny karantänsstation på Hästholmen, som senare genom landhöjningen kom att växa ihop med huvudön. Karantänsstationen flyttades 1856 till Fejan. Det gamla karantänssjukhuset blev senare sommarvilla under namnet Isola Bella.
År 1837 anlades en optisk telegraf i Furusund för att via några mellanstationer kunna ta emot meddelanden från huvudstationen vid Mosebacke torg i Stockholm. Stationen hade tjänat ut, när en elektrisk telegraflinje invigdes 1871 från Stockholm till Arholma.
1842 köptes Furusund av tapetfabrikören Carl Fredrik Landgren. Avsikten var främst att tjäna pengar på gårdens skog och han lät arrendera ut jordbruket. Men 1844 blev Norrtälje kurort och från 1849 angjorde Amiral von Platen regelbundet Furusund på sin trafik mellan Stockholm och Norrtälje, vilket Landgren nu såg sin chans i att utnyttja. Han lät anlägga ett hotell, en kägelbana och 1855 lät han uppföra ett varmbadhus vid Ålandsviken. Carl Fredrik Landgren avled samma år men hans änka och hans gamla kompanjon Pehr Wikström som snart gifte sig fortsatte verksamheten, och under hans tid lät man uppföra en ny kägelbana på Kvarnberget medan den gamla blev societetssalong. Furusund blev snart känt och lockade till sig kändisar som August Blanche. Elias Sehlstedt lät dikta ett skåltal med hyllning till Wikström under ett besök i Furusund. Samtidigt kom hamnen i Furusund att bli viktig för segelsjöfarten. 1864 öppnade Petter Pettersson från Gräskö en handelsbod och ett bageri i Furusund.
Sedan Wikström avlidit 1882 köptes Furusund av hovjuveleraren Christian Hammer. Hans vision var att förvandla Furusund till en exklusiv badort. Ön hade redan då rykte om sig som kurort och saltsjöbad, men det var Hammer som hade de stora visionerna och fick hit det ”fina folket”. Alla hus, vägar och platser döptes om till romantiskt klingande namn, gärna italienska som Isola Bella, Venezia och Monte Bello. Han lät flytta Hammerska ladan som tidigare varit Mindre teatern i Stockholm till Furusund, och från Allmänna Norrländska Industri- och Landtbruksutställningen i Sundsvall 1882 lät han köpa industrihallen som han gjorde gjorde till restaurang och societetssalong, liksom ett antal mindre byggnader. Han lät även renovera flera av de äldre byggnaderna, bland lät han i den gamla kvarnen inrätta ett frenologiskt museum.
Christian Hammer avled 1905 men hans svärson Harald Gunnar Schubert tog över verksamheten och fortsatte att utveckla den. Han sålde dock av vissa tomter, bland annat såldes det gamla karantänssjukhuset Isola Bella till teaterdirektör Albert Ranft 1907. 1912 såldes Furusund till ett tyskt konsortium. Två år senare utbröt första världskriget vilket kom att starkt begränsa intresset för semesterorten. 1915 brann Stora hotellet i Furusund ned till grunden. Under första världskriget anlades två hangarer för sjöflygplan vid Hangarviken på öns västra sida. Det var härifrån Carl Cederström lyfte i samband med sin sista flygning. Efter kriget hade Furusund förlorat sin popularitet. Dansbanan fortsatte dock att vara populär, bland annat uppträdde ofta Evert Taube här. Pelarorden brukade emellanåt avsluta sina möten på det nu rivna pensionatet på Täckholmen. 1944 styckades skogspartierna på ön av i 107 sommarstugetomter. En rad bränder kom under den följande tiden att förstöra flera av de gamla byggnaderna; Sundsvallsutställningens industrihall 1950, gymnastikhallen 1958 och Murano 1970.
Furusund har haft flera kända sommargäster, Astrid Lindgren kom hit första gången 1934 och hennes svärföräldrar lät senare köpa ett hus vid Lilla Ålandsviken. Gustaf Hallström och senare hans son Staffan Hallström  var återkommande sommargäster här, liksom hans svåger Sten Rinaldo som skildrat Furusund i flera av sina böcker.
År 1953 fick Furusund vägförbindelse med fastlandet sedan Sju strömmars väg över Solö, Storö, Idö, Humlö, Svartnö och Eknö till Furusund blev färdigställd.

### Befolkningsutveckling
| Befolkningsutvecklingen i Furusund 1900–2015             | Befolkningsutvecklingen i Furusund 1900–2015 | Befolkningsutvecklingen i Furusund 1900–2015 | Befolkningsutvecklingen i Furusund 1900–2015 | Befolkningsutvecklingen i Furusund 1900–2015 |
| -------------------------------------------------------- | -------------------------------------------- | -------------------------------------------- | -------------------------------------------- | -------------------------------------------- |
|                                                          |                                              |                                              |                                              |                                              |
| År                                                       |                                              |                                              | Folkmängd                                    | Areal (ha)                                   |
| 1900                                                     | 1900                                         |                                              | 187                                          | †                                            |
| 1990                                                     | 1990                                         |                                              | 61                                           | 18#                                          |
| 1995                                                     | 1995                                         |                                              | 55                                           | 21#                                          |
| 2000                                                     | 2000                                         |                                              | 64                                           | 21#                                          |
| 2005                                                     | 2005                                         |                                              | 80                                           | 21#                                          |
| 2010                                                     | 2010                                         |                                              | 76                                           | 21#                                          |
| 2015                                                     | 2015                                         |                                              | 130                                          | 118#                                         |
| Anm.: † Som köpingsliknande samhälle 1900. # Som småort. |                                              |                                              |                                              |                                              |

## Samhället och byggnader
På Furusund finns ett krukmakeri och galleri (Herrgårdsvillan), en handelsträdgård och två bensinmackar, en för bilar och en för båtar. Vid stora bryggan ligger Furusunds Värdshus.

### Tullhuset
Tullhuset heter numera Furusunds Värdshus och är nu restaurang och hotell. Tullhuset byggdes 1811-12 och var arbetsplats för 15 tullmän med familjer, inspektor, vaktmästare och roddarkarlar. Tullen – numera Kustbevakningen – finns idag i en röd betydligt mindre byggnad vid Ångbåtsbryggan.

### Skomakarens stuga
Skomakarens stuga även kallad ”Skuttens Stuga” på Förängsvägen 7, var August Strindbergs första bostad på Furusund. Han kom på midsommarafton 1899 och hyrde ett gavelrum av skomakare Andersson. Här skrev Strindberg bland annat dramat ”Erik XIV”.

### Kvarnen

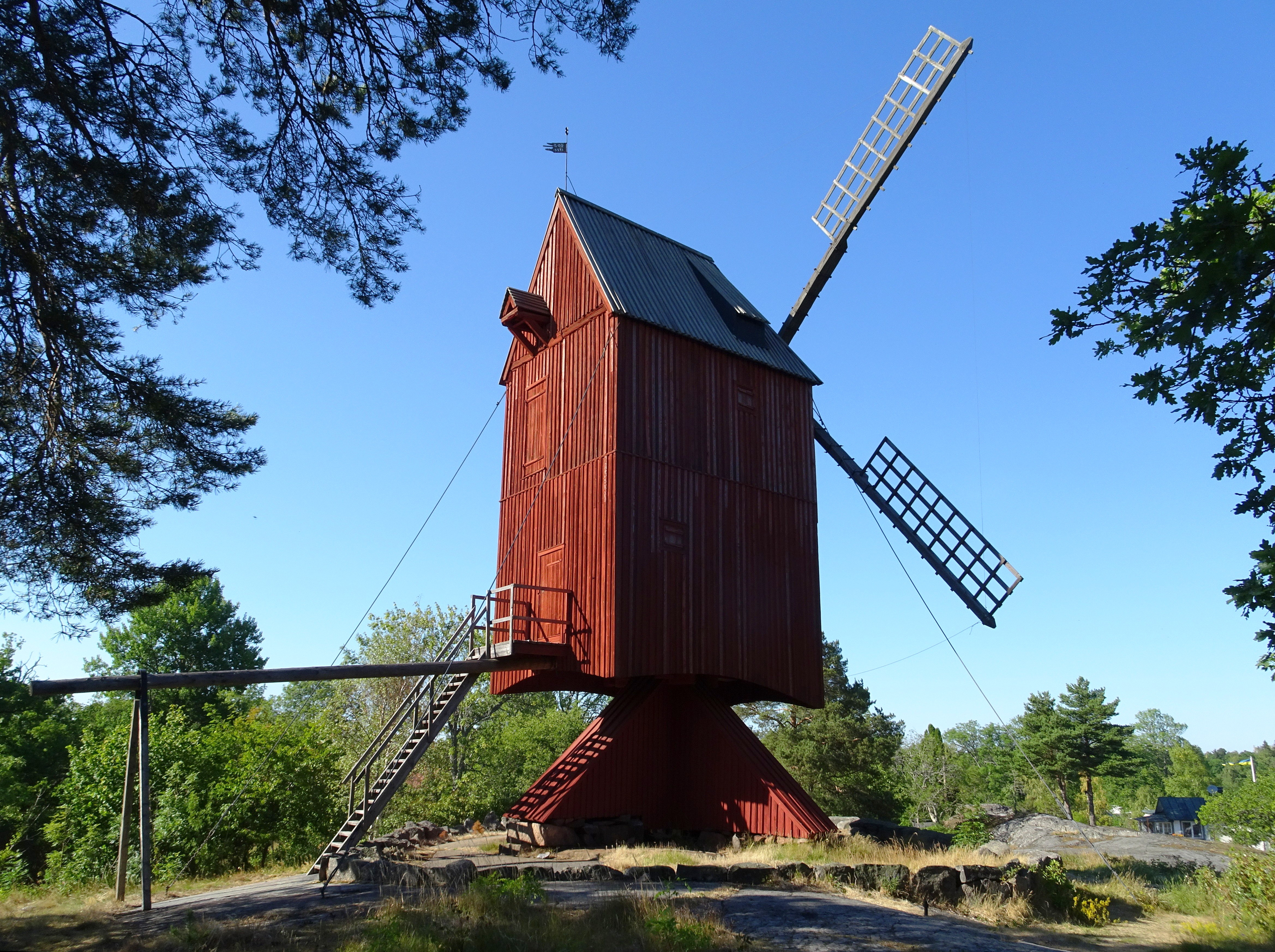
Furusunds kvarn.

Kvarnen har årtalet 1722 i flöjeln och man antar att detta är byggåret. Den har byggts om flera gånger sedan dess. En upprustning skedde 1960, och kvarnen återinvigdes 1961 under medverkan av bland andra Evert Taube. Sedan 1985 är kvarnen märkt som byggnadsminne och tillhör och förvaltas av Roslagsmuseet i Norrtälje. I kvarnen fanns vid sekelskiftet 1900 något så sällsamt som ett frenologiskt museum som ägdes av hovjuveleraren Christian Hammer från Stockholm. Ett 15-tal skallar och dödsmasker donerades 1915 till Kriminologiska museet i Stockholm, där de förvaras tillsammans med en gipsavgjutning av Karl XII:s skalle. Efter längre tid av förfall krävde Länsstyrelsen i Stockholms län en renovering av kvarnen vilken genomfördes på sommaren 2009.

### Hotell Dagmar
Hotell Dagmar uppfördes av Christian Hammer kring 1890. Släkten Balltorp bor fortfarande här sommartid och har numera återöppnat byggnaden som pensionat.

### Societetshuset
Societetshuset finns inte kvar, det brann 1950. Byggnaden kom med pråm från Industriutställningen i Sundsvall 1881 och låg på berget bakom Kompassrosen utmed hela Källarbacken ned till Ålandsviken. Där umgicks sekelskiftets badgäster under kristallkronor och porträtt av svenska regenter. Seglare från 1930-40-talen minns säkert den magnifika byggnaden med texten ”Furusunds Restaurant”. Den drevs då av Åke Balltorp, omnämnd i Evert Taubes ”Vals i Furusund”. Musikpaviljongen ovanför Kompassrosen klarade sig från branden och är nu i privat ägo

### Romanov

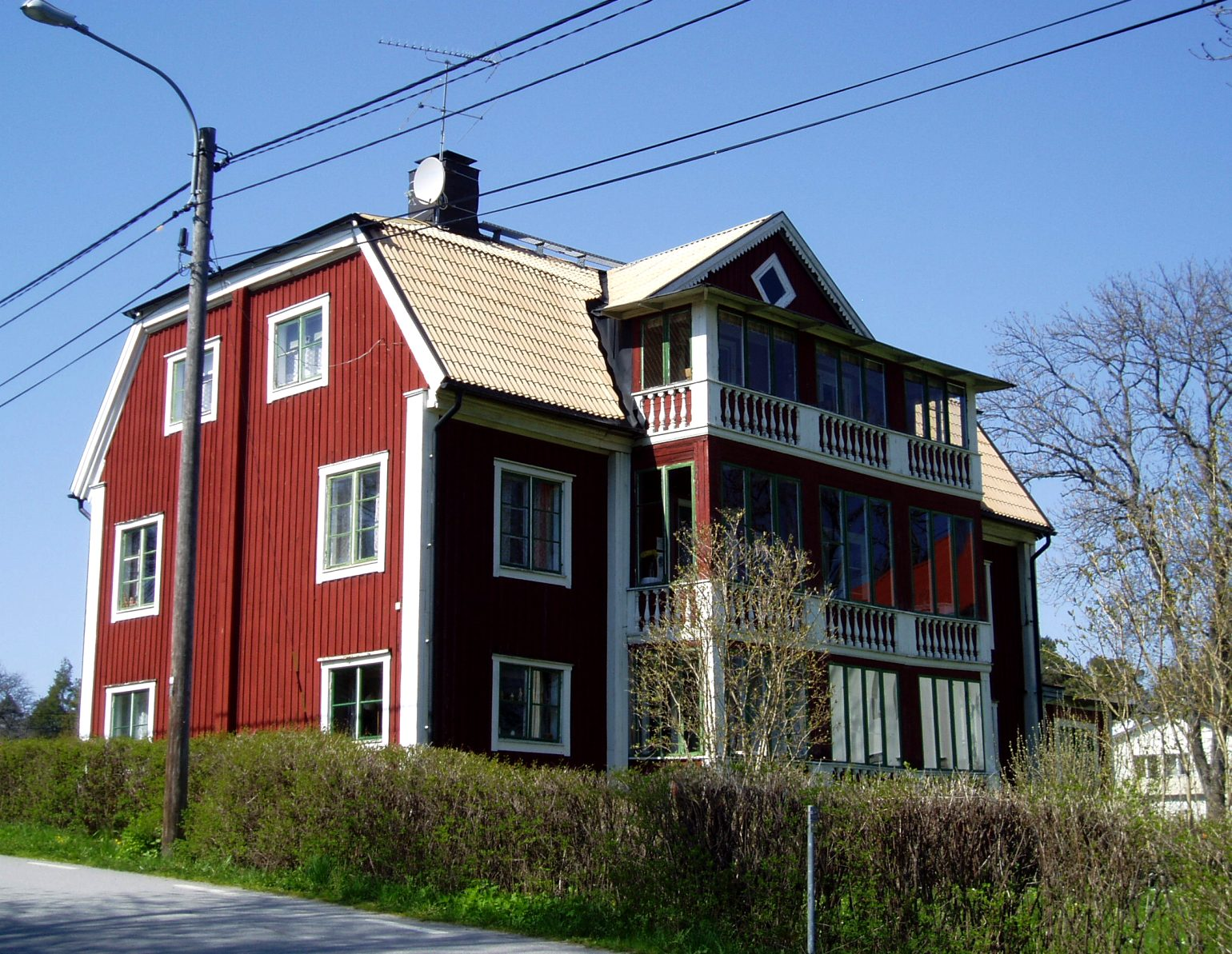
Villa Romanov.

Romanov, det stora röda huset vid Källarbacken, kallades ursprungligen för Röda Byggningen, och är nu det äldsta huset på Furusund, byggt 1726-1729. Det var från början huvudbyggnad till Furusunds gård. I slutet av 1700-talet var det bostad åt arbetarna som skötte Kronobränneriet som låg nedanför vid Ålandsviken, och under den blomstrande badortstiden på Furusund i slutet av 1800-talet blev det hotell.

### Christiansborg
Christiansborg, det stora vita huset intill Romanov är uppkallat efter mannen som gjorde Furusund till en exklusiv badort – Christian Hammer.

### Gula Paviljongerna

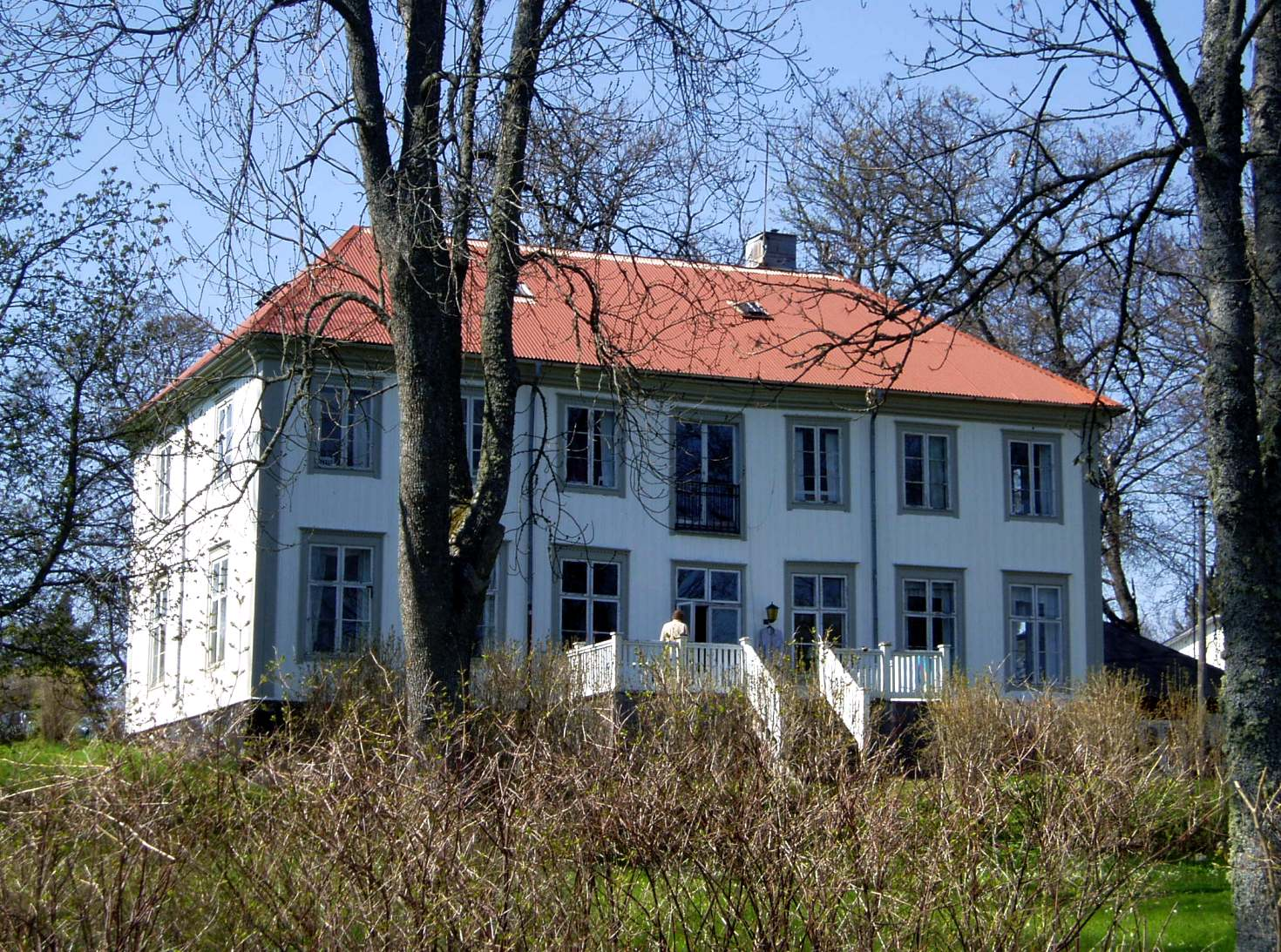
Christiansborg.

Gula Paviljongerna vid gästhamnen, har troligen tillkommit i början på 1900-talet, uppförda av doktor W. Michael från Berlin. Han var anställd som badintendent på Furusund av ett tyskt konsortium som 1912 hade köpt Furusund på auktion. Till kurorten hörde 35 villor samt fyra hotell med sammanlagt 100 rum. Varmbadhuset som låg vid Strandvägen, och hade bland annat 12 badrum

### Kejsarbryggan
Kejsarbryggan ligger mellan de gula åttkantiga paviljongerna, nedanför det som en gång var Societetshuset. Den har ingenting med någon kejsare att göra. Virket kom ursprungligen från Keijserska huset i Stockholm, därav namnet.

### Bellevue
Det gula, långa huset Bellevue på Strandvägen 4 har i tur och ordning varit: sädesmagasin för Kronobränneriet, kägelbana, societetshus och hotell. Numera är det sommarhus för några familjer. Utanför ligger före detta musikpaviljongen Flustret.
Sjön Maren är den uppgrundade havsviken innanför Strandvägen nr 17. Här kunde man förr ro in med mindre båtar. Den gröna gången av alar, lönnar och askar heter Karlavägen. Här hör man ofta näktergalen sjunga. Går man stigen fram och korsar stora landsvägen och fortsätter Karlabacken upp till Monte Christos väg, kommer man till den norra delen av Furusund.

### Villa Egeria och Sjövillan

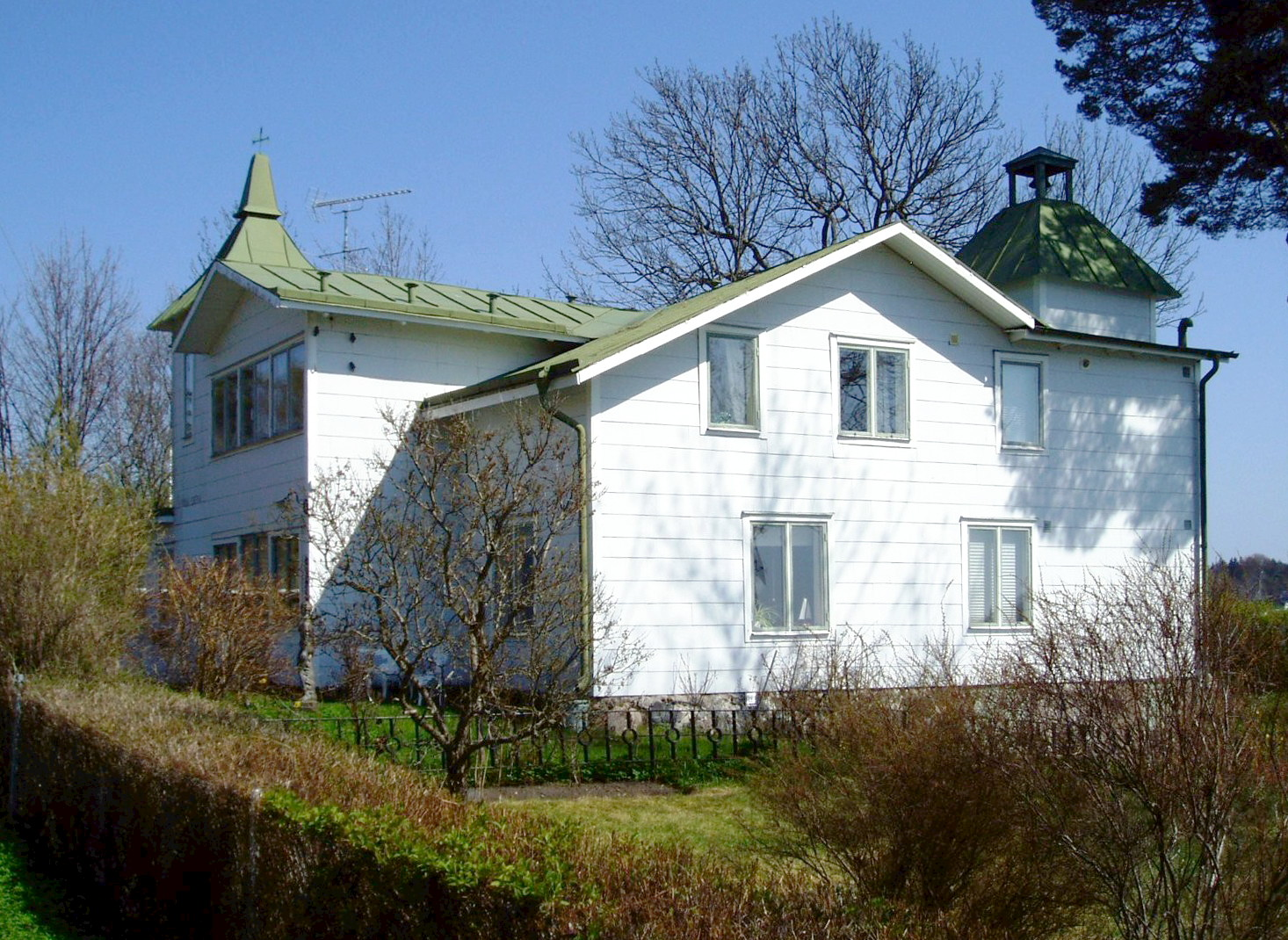
Villa Egeria.

Villa Egeria och Sjövillan på Strandvägen är båda enligt den lokala traditionen Astrid Lindgrens och Pippi Långstrumps Villa Villekulla. Detta förnekade dock Lindgren själv – Villa Villekulla ligger i Småland.[källa behövs]

### Kungsstolen
Kungsstolen som ligger utmed Strandvägen på höger sida är tillverkad av fabrikör Per Wikström, dåvarande ägare till Furusund, inför operasångare Johan Uddmans besök på Furusund i mitten av 1800-talet. Johan Uddman var en person med kraftfull kroppsvolym och för att stolen skulle klara Uddmans övervikt byggdes den av en stor släthuggen stenhäll med ett järnräcke som ryggstöd, vilket naturligtvis var ett skämt från Wikströms sida. Uddmans valspråk var ”GODT”, som ristades in i stenen. Texten går ej längre att urskilja utan är nu utplånad av tidens tand. Uddmans privatbostad i Stockholm fick även namnet Godthem, idag en välkänd restaurang på Djurgården i Stockholm. Stenen fick sedan namnet Kungsstolen sommaren 1887 då kung Oscar II besökte Furusund och slog sig ned i stolen.

### Villa Lido
”Ryssvillan” på Nordkapsvägen 22, uppfördes i början av 1900-talet av en svensk-rysk industriman. Det uthyrdes 1919 till några ryssar och sägs ha varit tillhåll för en rysk liga. Vad för slags kontraband som smugglats förbi Furusunds-tullen via Lido vet ingen numera. Vattnet nedanför kallas för Ryssviken. Villan har senare varit barnkoloni och är nu sommarbostad för några familjer.

### Duvkällan

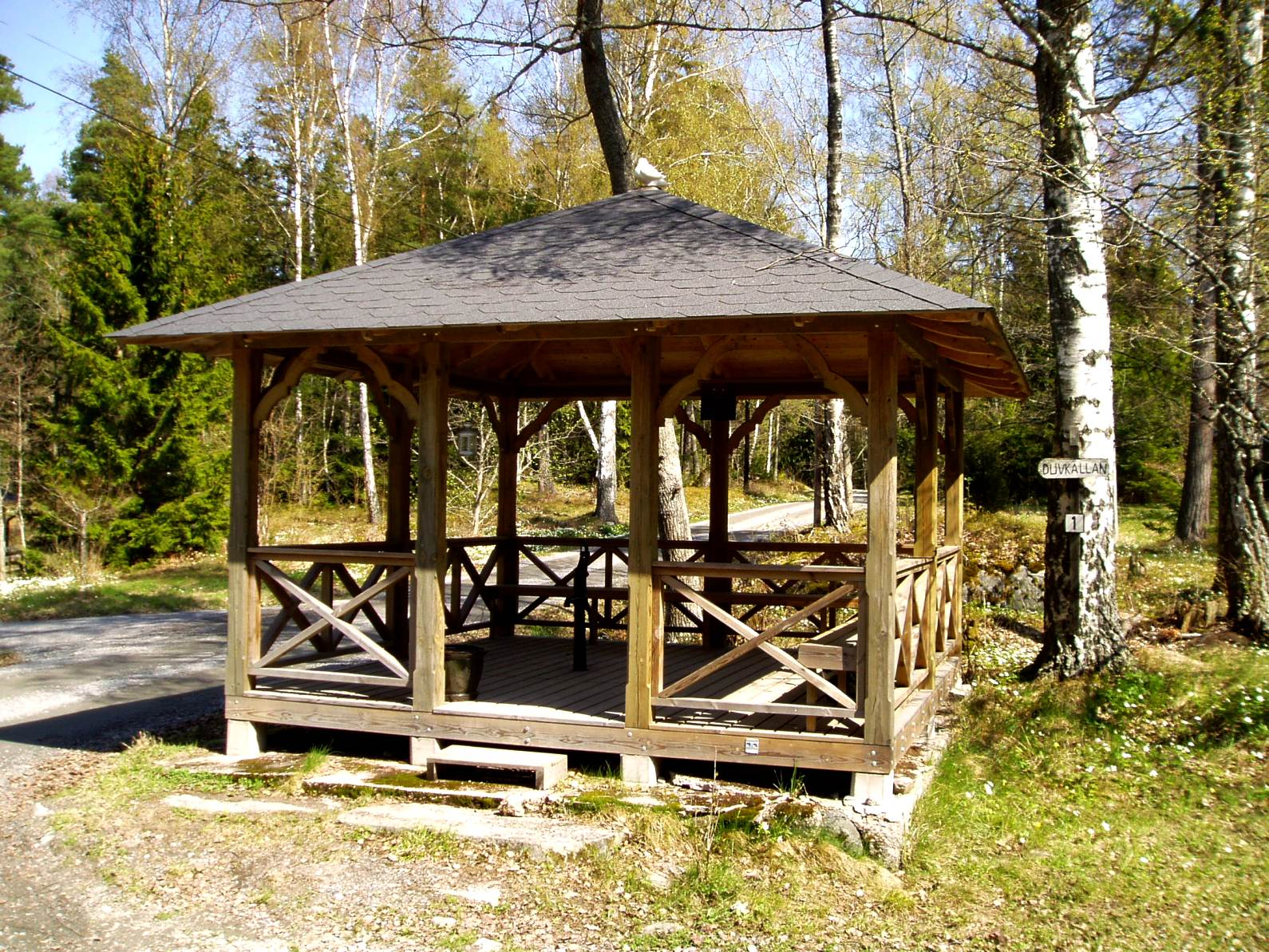
Duvkällan.

Duvkällan ligger i korsningen Duvkällevägen och Monte Christos Väg. Hit vandrade badgästerna i slutet av 1800-talet ”grötlunk” från varmbadhuset på Strandvägen, upp till Karlabacken och Monte Christos Väg till Duvkällan. Nu är Duvkällan återuppbyggd och invigdes med tal och sång i juni år 2005. En duva i marmorblandad cement, utförd av Johanna Heissenberger, pryder nu toppen av paviljongen.

### Hangarviken
Hangarviken ligger nedanför Duvkällan. Här finns en barnvänlig badstrand. Under första världskriget låg här två hangarer för flottans flyg. Flygarbaronen Carl Cederström och C G Krokstedt startade sin sista flygning härifrån år 1918. De havererade i Ålands hav och omkom. Hangarviken hette tidigare Helgeandsviken.

### Monte Bello
Monte Bello var ett av målen för de långa stärkande promenaderna som badgästerna ägnade sig åt. Här fanns en utsiktsterrass med soffor. ”Det är en vacker plats, från vilken man i synnerhet bör skåda solnedgången”, står det i en broschyr från 1888. Hit gick Strindberg morgonen efter ankomsten till Furusund 1904. Han skrev i sin dagbok ”Det var en härlig morgon och när jag stod där igen och såg min skärgård med fjärdar och holmar, återfann jag mig”. Till Monte Bello kommer man via Kärleksstigen som ligger ca 150 meter från Duvkällan söder ut. Träterrassen, den s.k. Belvederen, har nu återuppbyggts och invigdes i juni år 2005.

### Hammerska ladan

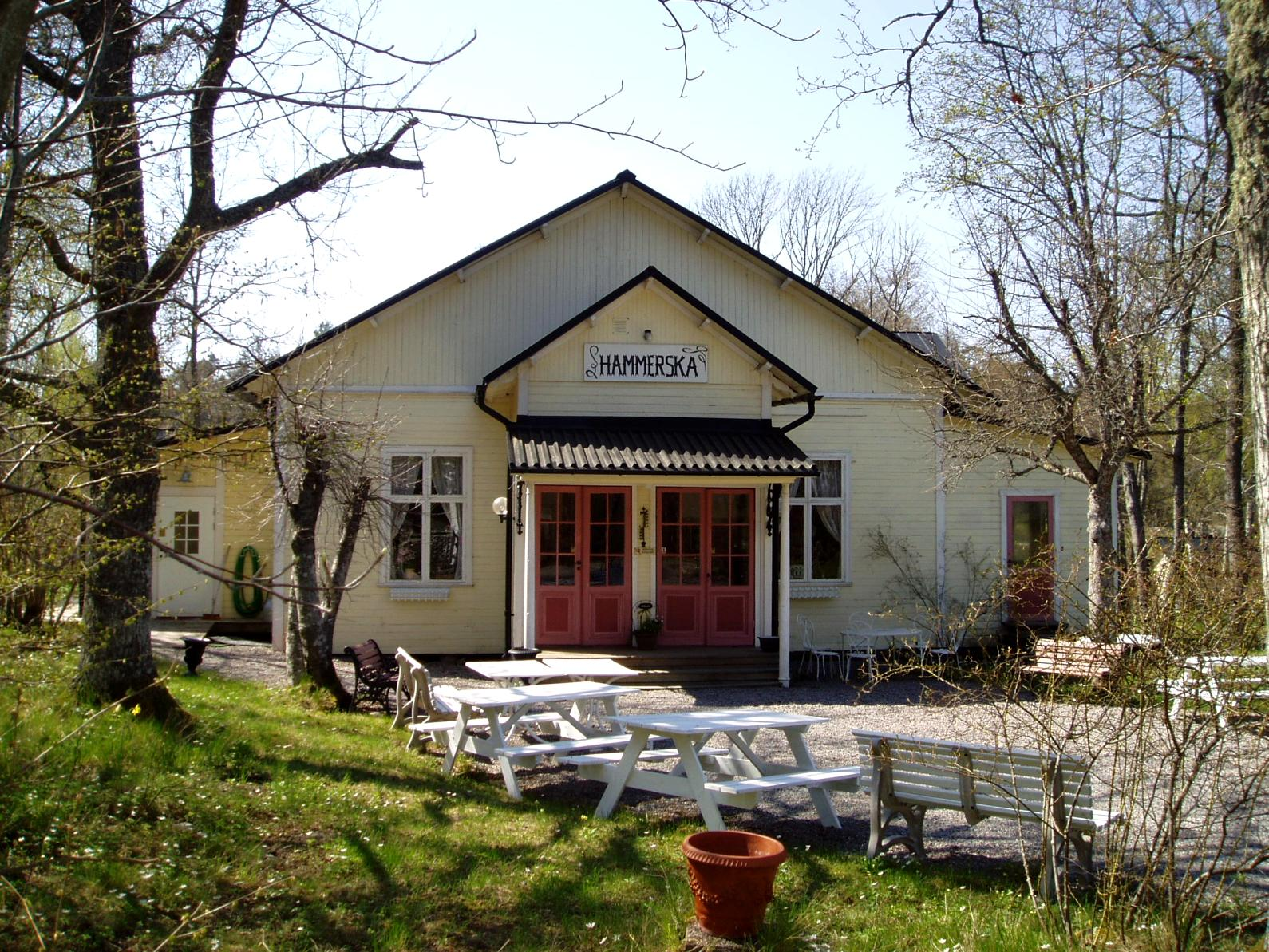
Hammerska ladan.

Hammerska ladan, vid Fagerviken, låg ursprungligen vid dåvarande Societetshuset. Fagerviken skulle senare inspirera Strindberg till namnet ”Fagervik” som täcknamn för Furusund i dramat ”Ett Drömspel” (1902). Hammerska ladan låg tidigare vid Kungsträdgården i Stockholm och hette då Mindre Teatern, där Christian Hammer var teaterdirektör. När teatern skulle rivas plockade Hammer med sig virket till Furusund. I början på 1950-talet flyttades ladan till sin nuvarande plats vid Fagerviken. Hammerska ladan är idag restaurerad och i privat ägo, men kan hyras för festliga tillfällen, kulturevenemang, teaterföreställningar med mera.

### Herrgårdsvillan
Byggnaden uppfördes först på Sundskär vid slutet av 1800-talet, men släpades över isen till Furusund under 1920-talet för att fungera som hotell. Villan är nu privatägd och inrymmer krukmakeri och galleri.

### Optisk telegraf

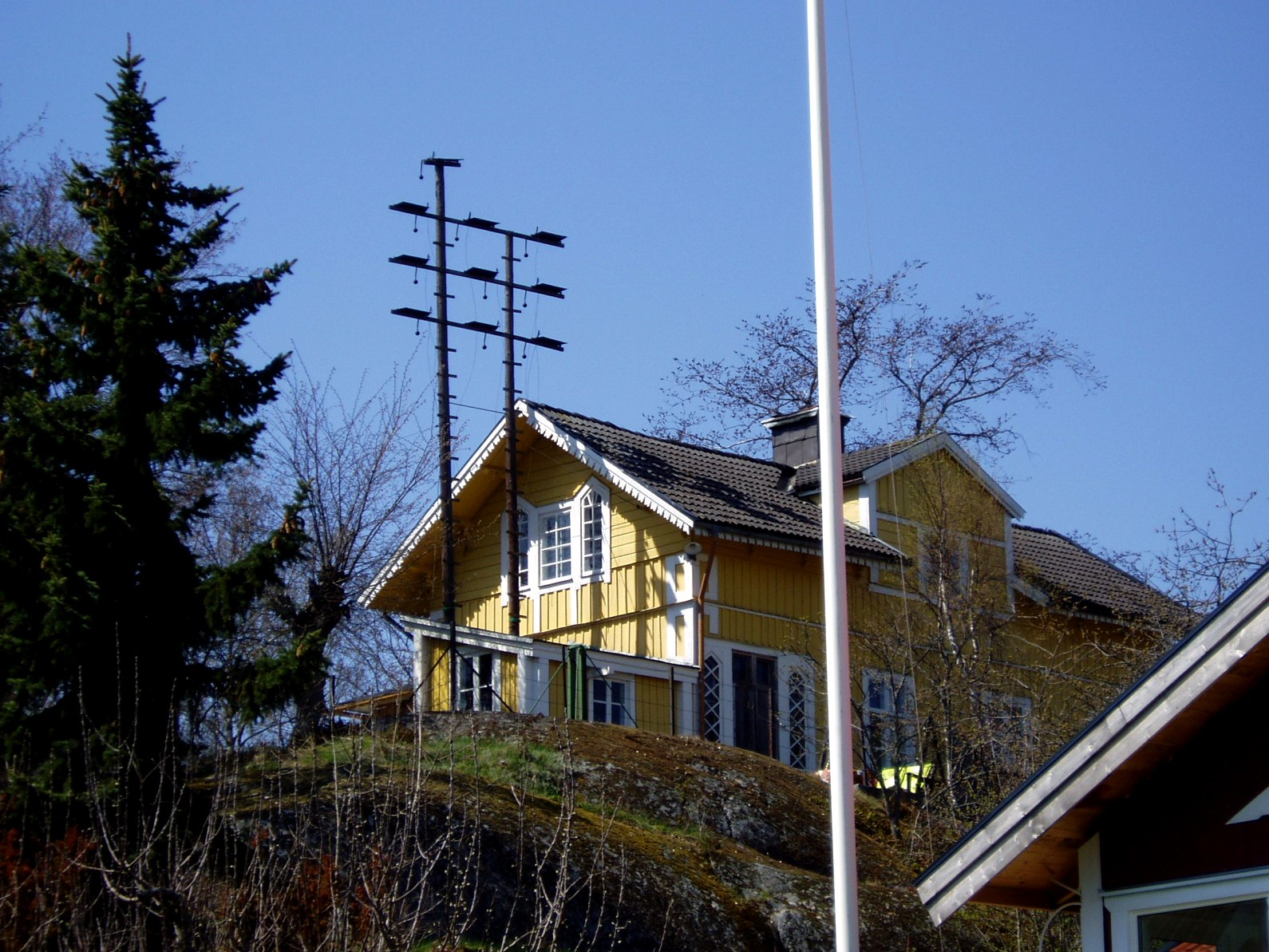
Optisk telegraf.

Den optiska telegrafen i Furusund, var klar 1837 och ingick i norra linjen, är ett signalsystem som bygger på det binära talsystemet 1 och 0.
Lodräta luckor = 1 och de vågräta = 0.
Ett optiskt telegrafsystem i form av vårdkasar, flaggor eller facklor har funnits i vårt land sedan långt tillbaka.

## Kommunikationer

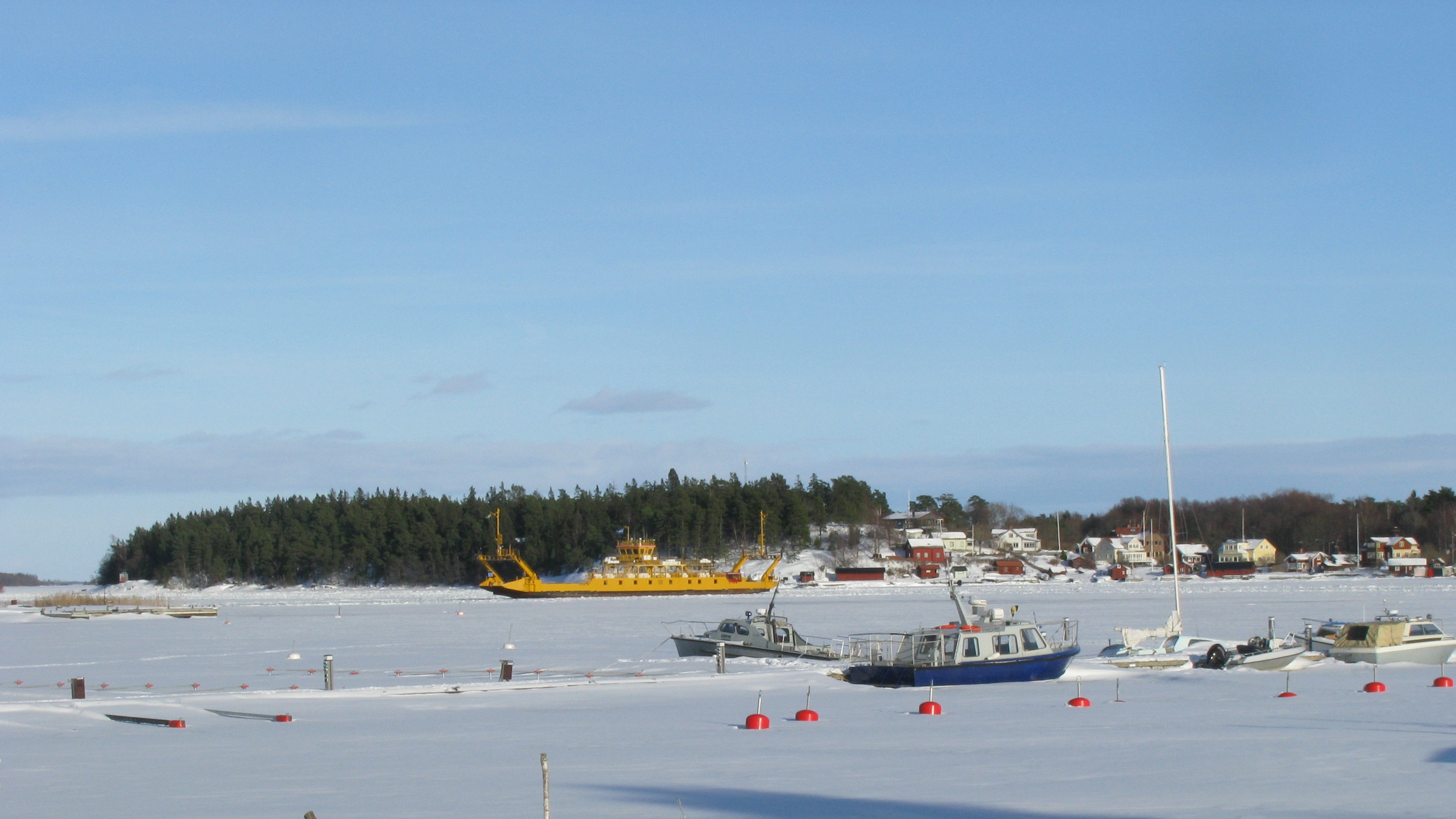
Trafikverkets färja Yxlan på Furusundsleden.

Det finns bussförbindelse från bussterminalen Tekniska Högskolan i Stockholm med byte i Norrtälje. Blidösundsbolaget trafikerar Furusund sommartid från Strömkajen i Stockholm med M/S Sjöbris eller M/S Sjögull samt med det gamla ångfartyget S/S Blidösund.
Från Furusund går även Trafikverkets bilfärja över Furusundsleden till Yxlan. Från Yxlan finns färjeförbindelse vidare på Blidöleden till Blidö. Båda färjeförbindelser inrättades 1954.

## Furusund i litteraturen
Furusund var sommarställe för Astrid Lindgren, August Strindberg och flera andra kända författare samt många konstnärer. Strindberg hämtade många motiv från Furusund. I novellsamlingen Fagervik och Skamsund från 1902 stod Fagervik för Furusund och Skamsund för grannorten Köpmanholm på Yxlan. Även i Ett drömspel finns motiv från Furusund. Evert Taube har odödliggjort platsen med sin Vals i Furusund -  "Jag minns en stund i Furusund".